# Louis de Funès e il nonno surgelato
Louis de Funès e il nonno surgelato (Hibernatus) è un film del 1969 diretto da Édouard Molinaro.

## Trama
Il corpo di Paul Fournier, un giovane di 25 anni disperso agli inizi del Novecento durante una spedizione al Polo Nord, viene ritrovato casualmente, in stato di ibernazione. Grazie alla particolare modalità del congelamento, nonostante abbia trascorso 65 anni nel ghiaccio, si riesce miracolosamente a riportarlo in vita. Per reinserirlo nella società, i medici convocano i discendenti dell'"ibernato". L'uomo infatti si scopre essere il nonno di Edmée moglie di Hubert de Tartas, un industriale francese che aspetta da tempo di ricevere la tanto agognata Legione d'Onore.
Quando Edmée scopre che il nonno è destinato a diventare una cavia per degli esperimenti scientifici si oppone con forza e convince il marito a prendersi cura del parente reinserendolo nella famiglia. Hubert dal canto suo teme di perdere tutto dato che la sua fortuna si fonda sui soldi della moglie che potrebbero essere richiesti anche dal "nonno". Con la complicità del dottor Bibolini rapiscono Paul e lo portano nella grande villa di famiglia riadattata a casa della Belle Epoque. Secondo i medici infatti, scoprire il telefono, il televisore, le automobili e le altre invenzioni moderne potrebbe causare in Paul un forte trauma, dalle conseguenze imprevedibili.
Hubert e Edmée coinvolgono la famiglia e tutto il villaggio del Vésinet nella loro messa in scena che diventa sempre più difficile da gestire, in primo luogo in quanto Paul ha riconosciuto in Edmée la madre Clementine ma non capisce chi sia Hubert che si deve fingere un corteggiatore, in secondo luogo in quanto il nonno si innamora di Evelyne, promessa sposa di Didier, figlio di Hubert e Edmée.
Incapace di gestire la situazione e ormai giunto al limite Hubert racconta tutta la verità a Paul e lascia la casa inseguito dalla famiglia. Paul scopre quindi un televisore e si rende conto di non essere più nel suo mondo ma non sembra soffirne. Poco tempo dopo infatti si sposa proprio con Evelyne e durante il matrimonio arriva un telegramma di Hubert annunciando un incontro tra 50 anni. L'uomo si trova infatti ibernato in un blocco di ghiaccio nello stesso ospedale dove era ricoverato Paul.

## Produzione
Il film è stato girato in Francia nelle seguenti location:
- Le Vésinet
- Yvelines
- Île-de-France
- Aeroporto di Parigi-Le Bourget
- Seine-Saint-Denis
- Abbazia di Royaumont presso Asnières-sur-Oise

## Accoglienza

### Critica
Commedia di equivoci e situazioni paradossali, dalla comicità surreale e dalle battute efficaci. De Funès partecipa alla stesura della sceneggiatura tratta dalla pièce teatrale di Jean Bernard-Luc, mentre Jean Halain scrive i dialoghi. La messa in scena non presenta, comunque, nulla di particolarmente inventivo. Michel Lonsdale, ottimo attore, è il professor Loriebat. "Oltre alla perfetta Claude Gensac, va segnalata la presenza del figlio di de Funès, Olivier, e del bravo Paul Préboist. Nel tempo si crea, dunque, una sorta di compagnia collaudata che è poi uno dei segreti alla base del successo di de Funès."